# دهنو صالح آباد (مقاطعة فهرج)
دهنو صالح‌آباد (بالفارسية: دهنو صالح‌آباد) هي قرية تقع في ناحية نغين كوير في إيران. يقدر عدد سكانها بـ 149 نسمة .